# 5638 Deikoon
5638 Deikoon (1988 TA3) là một thiên thể Troia của Sao Mộc, trong nhóm Troia, được phát hiện ngày 10 tháng 10 năm 1988 bởi Shoemaker, C. S. ở Palomar.